# Fioravanti Hidra

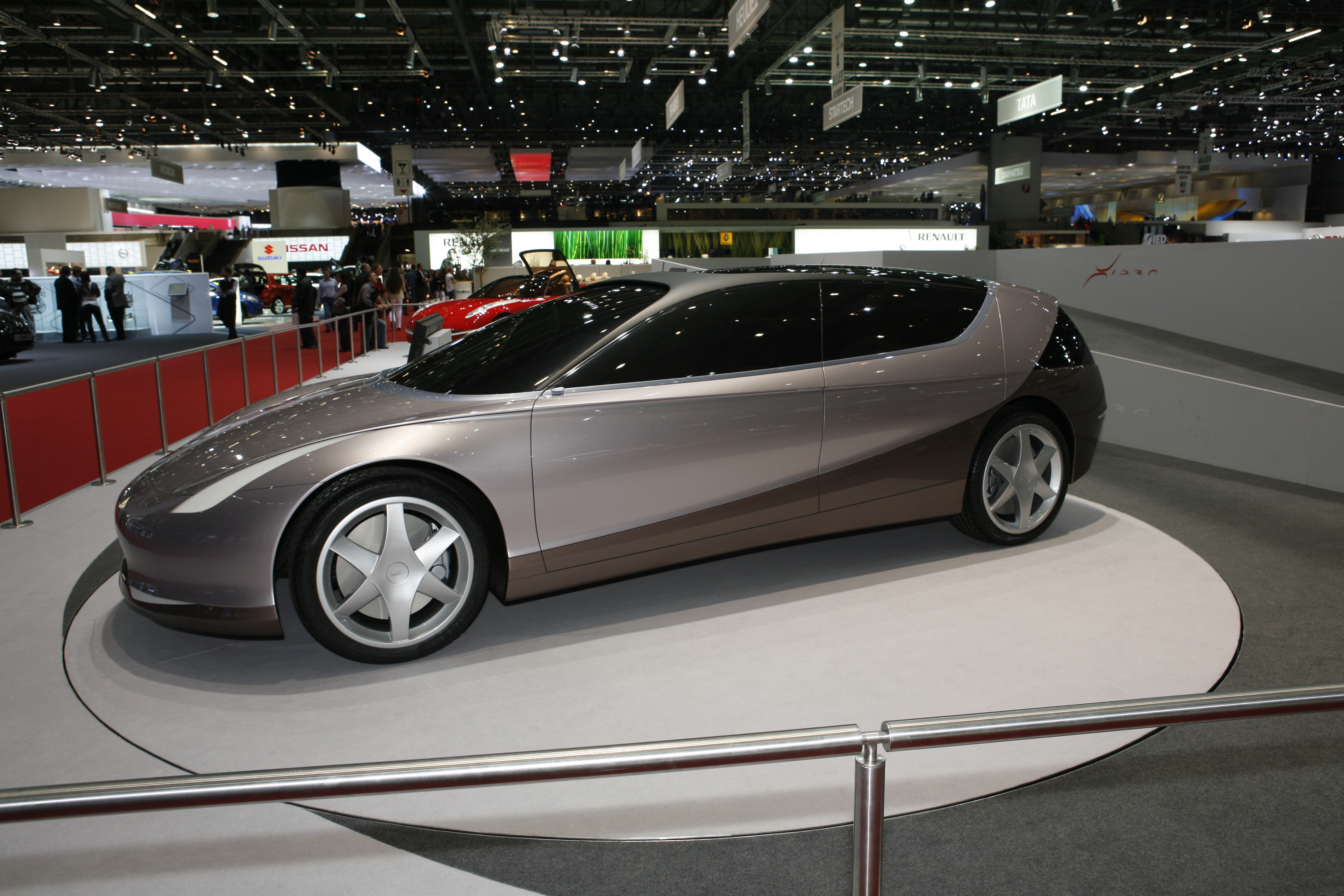
Fioravanti Hidra vue de 3/4

Le Fioravanti Hidra est un concept car de type MPC « Multi Purpose Coupè », un monospace en forme de coupé, réalisé par le carrossier italien Fioravanti et présenté au Salon de Genève en mars 2008.

## Le projet
A l'occasion de son vingtième anniversaire, le carrossier et constructeur italien propose ce nouveau concept car, reprenant le thème déjà développé avec le Fioravanti Thalia, exposé l'année précédente à Genève.
L'Hidra représente, selon son concepteur, la fin d'une longue recherche technologique et esthétique portant sur l'habitabilité et l'aérodynamique. Ce concept car est présenté sous l'appellation MPC (Multi Purpose Coupé) pour bien marquer le profil de la voiture, un monospace fonctionnel à l'allure de coupé comportant 5 portes et 4 places spacieuses.
La voiture est motorisée par un groupe hybride à double alimentation comportant une poutre centrale dans laquelle sont logés les réservoirs d'hydrogène et les batteries pour les moteurs électriques.
La ligne est l'aboutissement de la recherche aérodynamique initiée avec la précédente Thalia dont elle reprend le système d'éclairage futuriste qui comprend un seul élément intelligent s'autorégulant en fonction des exigences du moment. Les feux arrière et les clignotants, les feux de brouillard et de recul sont intégrés dans le parechocs, tout comme les caméras qui remplacent les rétroviseurs et servent lors des marches arrière.
L'Hidra est également couverte par un brevet déposé par le constructeur concernant son système de suspension à roues indépendantes. La voiture est présente une particularité, dans la partie avant du toit, avec une solution en forme de « H » qui vient envelopper les montants et le parebrise en englobant un système inédit pour nettoyer le parebrise et la lunette arrière, sans aucun essuie-glace : le système Fioravanti Geyser.
Le constructeur italien recherche actuellement un partenaire industriel pour la production en série des nouveautés brevetées introduites sur ce prototype.